# Uptown Girl
Uptown Girl är en låt av Billy Joel. Den släpptes 1983 på albumet An Innocent Man och som singel. Andra artister som spelat in låten är bland annat Aaron Carter och Westlife och i filmen Alvin och gänget. 2012 släppte Konditorns en version med svensk text med titeln "Gärdettjej".

## Listplaceringar
| Lista (1983-1984) | Topplacering |
| ----------------- | ------------ |
| Nederländerna     | 10           |
| Norge             | 3            |
| Nya Zeeland       | 1            |
| Österrike         | 18           |

### Fotnoter
1. 1 2  ”Billy Joel - Uptown Girl”. http://www.discogs.com/Billy-Joel-Uptown-Girl/release/860596.
2. ↑  https://smdb.kb.se/catalog/id/002793871
3. ↑  ”Listplacering”. http://dutchcharts.nl/showitem.asp?interpret=Billy+Joel&titel=Uptown+Girl&cat=s. Läst 16 maj 2011.
4. ↑  ”Listplacering”. http://norwegiancharts.com/showitem.asp?interpret=Billy+Joel&titel=Uptown+Girl&cat=s. Läst 16 maj 2011.
5. ↑  ”Listplacering”. Arkiverad från originalet den 8 november 2012. https://web.archive.org/web/20121108163949/http://www.charts.org.nz/showitem.asp?interpret=Billy+Joel&titel=Uptown+Girl&cat=s. Läst 16 maj 2011.
6. ↑  ”Listplacering”. http://austriancharts.at/showitem.asp?interpret=Billy+Joel&titel=Uptown+Girl&cat=s. Läst 16 maj 2011.